# 勝山出入口

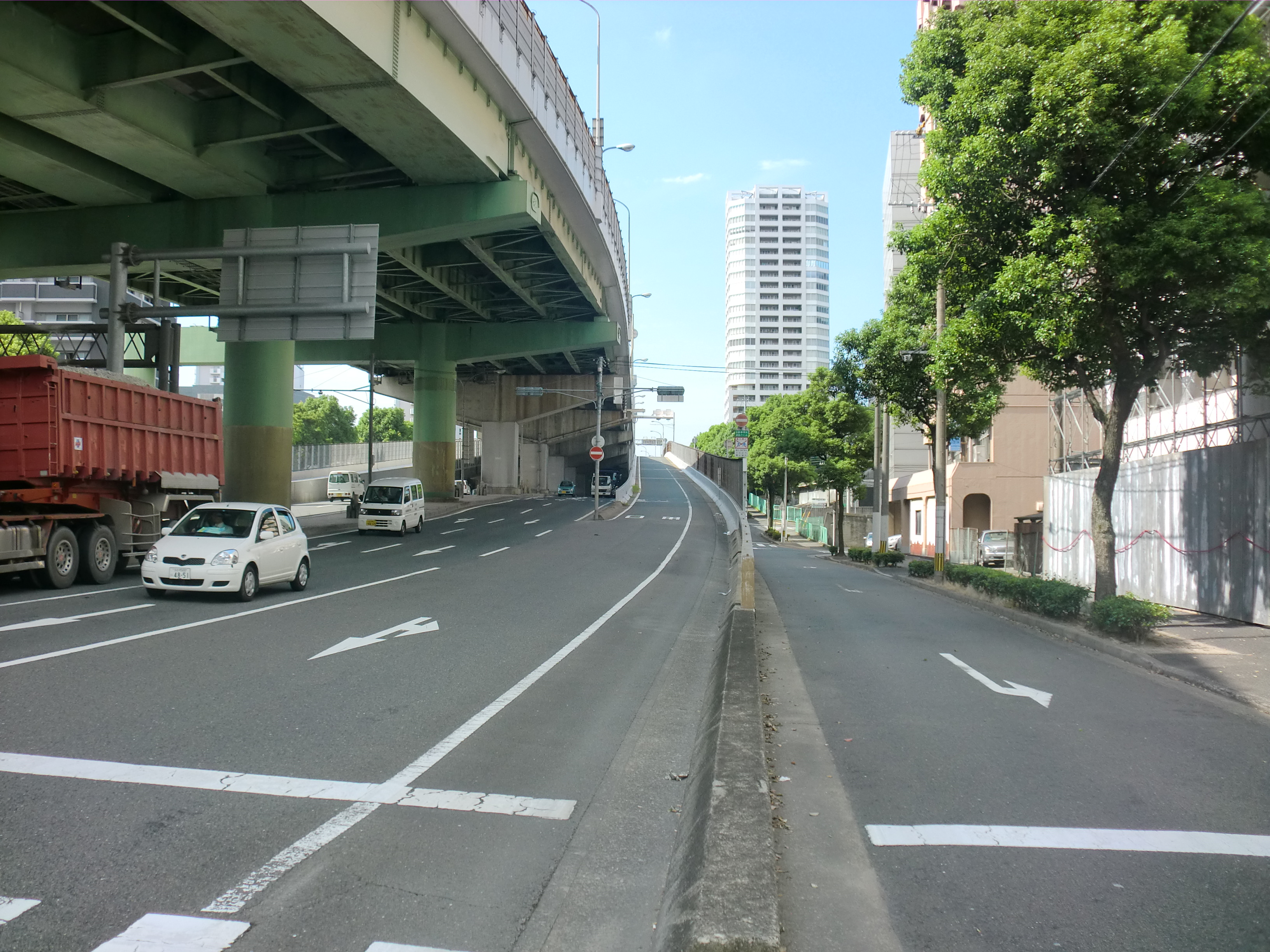
勝山出口

勝山出入口（かつやまでいりぐち）は、福岡県北九州市小倉北区にある北九州高速道路1号線のインターチェンジ。
下到津方面にのみ接続するハーフインターチェンジである。

## 道路
- 北九州高速1号線 (108)

## 料金所

### 小倉駅北・日明方面
- ブース数：2
  - ETC専用：1
  - 一般：1

## 周辺
- 紫川
- 小倉北区役所
- 北九州市消防局
- 勝山公園
- アルモニーサンク（休館中）
- 丸和本社
- 萬徳寺

## 隣
北九州高速1号線
(106)篠崎北出入口 - (107)大手町出入口 - (108)勝山出入口 - (JCT)愛宕JCT - (109)下到津出入口